# Ааронсония
Ааронсония (лат. Aaronsohnia) — род цветковых растений семейства Астровые (лат. Compositae). В природе растёт в несолёных степях и пустынях Северной Африки и Ближнего Востока. Название Ааронсония было дано в 1927 году ботаниками Отто Варбургом (англ. Otto Warburg; 1859—1938) и Александром Эйгом (англ. Alexander Eig; 1894—1938) в честь агронома Аарона Ааронсона (англ. Aaron Aaronsohn).

## Виды
По информации базы данных The Plant List, род включает 2 вида:
- Aaronsohnia factorovskyi Warb. & Eig — Ааронсония Факторовского
- Aaronsohnia pubescens (Desf.) K.Bremer & Humphries

## Внешние ссылки
- Aaronsohnia — African plant database
- Фото Aaronsohnia factorovskyi
- Фото Aaronsohnia pubescens